# Comuna Oancea, Galați
Oancea este o comună în județul Galați, Moldova, România, formată din satele Oancea (reședința) și Slobozia Oancea. Se află în Podișul Covurluiului; lângă Prut; și la o altitudine de 12 m deasupra nivelului mării. Are o suprafață de 47,25 km². Populația este de 1.183 locuitori, determinată în 1 decembrie 2021, prin recensământ, chestionar.

## Așezare
Comuna se află la marginea estică a județului, în podișul Covurlui, pe malul drept al Prutului, la granita cu raionul Cahul din Republica Moldova. Este străbătută de șoseaua națională DN26, care leagă Galațiul de Murgeni. La Oancea, acest drum are o ramificație scurtă spre est, care se continuă mai departe cu șoseaua R34,1, care duce în Republica Moldova la Cahul. Tot din DN26, tot în Oancea, dar puțin mai la nord, se ramifică șoseaua județeană DJ242E, care duce spre vest la Băneasa.

## Istorie
La sfârșitul secolului al XIX-lea, comuna făcea parte din plasa Prutul a județului Covurlui. Avea 2231 de locuitori în satele Oancea și Slobozia Oancea. În comună funcționau un birou vamal, două biserici și două școli: una de băieți, cu 119 elevi, înființată în 1865; și una de fete, cu 32 de eleve, înființată în 1869. Principalul proprietar de terenuri era Mihai Onu, ambasador al Imperiului Rus la Atena. Anuarul Socec din 1925 o consemnează în plasa Prutul de Jos a aceluiași județ, având aceeași alcătuire și 3219 locuitori.
În 1950, comuna a fost transferată raionului Bujor din regiunea Galați. În 1968, a fost transferată județului Galați.

## Demografie
Componența etnică a comunei Oancea
     Români (81,15%)
     Romi (2,28%)
     Alte etnii (0%)
     Necunoscută (16,57%)
Componența confesională a comunei Oancea
     Ortodocși (81,74%)
     Alte religii (0,93%)
     Necunoscută (17,33%)
Conform recensământului efectuat în 2021, populația comunei Oancea se ridică la 1.183 de locuitori, în scădere față de recensământul anterior din 2011, când fuseseră înregistrați 1.441 de locuitori. Majoritatea locuitorilor sunt români (81,15%), cu o minoritate de romi (2,28%), iar pentru 16,57% nu se cunoaște apartenența etnică. Din punct de vedere confesional, majoritatea locuitorilor sunt ortodocși (81,74%), iar pentru 17,33% nu se cunoaște apartenența confesională.

## Politică și administrație
Comuna Oancea este administrată de un primar și un consiliu local compus din 11 consilieri. Primarul, Victor Chiriloaie[*], de la Partidul Social Democrat, este în funcție din 2004. Începând cu alegerile locale din 2024, consiliul local are următoarea componență pe partide politice:
|  | Partid                    | Consilieri | Componența Consiliului | Componența Consiliului | Componența Consiliului | Componența Consiliului | Componența Consiliului | Componența Consiliului | Componența Consiliului | Componența Consiliului | Componența Consiliului |
|  | ------------------------- | ---------- | ---------------------- | ---------------------- | ---------------------- | ---------------------- | ---------------------- | ---------------------- | ---------------------- | ---------------------- | ---------------------- |
|  | Partidul Social Democrat  | 9          |                        |                        |                        |                        |                        |                        |                        |                        |                        |
|  | Partidul Național Liberal | 2          |                        |                        |                        |                        |                        |                        |                        |                        |                        |